# 阿羅約維斯塔 (加利福尼亞州)
阿羅約維基塔（英語：Arroyo Vista）是位於美國加利福尼亞州埃爾多拉多縣的一個非建制地區。該地的面積和人口皆未知。

## 地理
阿羅約維基塔的座標為38°43′24″N 121°03′17″W / 38.72333°N 121.05472°W，而該地的平均海拔高度為297米（即974英尺）。